# TT295
La tombe thébaine TT 295 est située à El-Khokha, dans la nécropole thébaine, sur la rive ouest du Nil, face à Louxor en Égypte.
C'est la tombe d'un dénommé Paroy (ou Thoutmôsis), chef des secrets d'Anubis, prêtre embaumeur, durant les règnes de Thoutmôsis III ou d'Amenhotep III (XVIIIe dynastie).